# Пелеканос
Пелеканос (грч. Πελεκάνος) је насељено место у општини Горуша у периферији Западна Македонија, Грчка. Према попису из 2021. године било је 232 становника.
Према бугарском географу и историчару, Василу Канчову, у Пелеканосу је 1900. године живело 580 Грка. Пелеканос се налази у области Населица, која је некада била насељена словенским становништвом које је касније хеленизовано. Село се раније звало Пелка.